# Abijah Mann junior
Abijah Mann junior (* 24. September 1793 in Fairfield, New York; † 6. September 1868 in Auburn, New York) war ein US-amerikanischer Jurist und Politiker. Zwischen 1833 und 1837 vertrat er den Bundesstaat New York im US-Repräsentantenhaus.

## Werdegang
Abijah Mann junior wurde zehn Jahre nach dem Ende des Unabhängigkeitskrieges in Fairfield im Herkimer County geboren. Er besuchte Gemeinschaftsschulen. Danach ging er kaufmännischen Geschäften nach. Er bekleidete den Posten als Friedensrichter. Präsident Andrew Jackson ernannte ihn zum Postmeister in Fairfield – eine Stellung, die er vom 28. Mai 1830 bis zum 16. Januar 1833 innehatte. Zwischen 1828 und 1830 sowie im Jahr 1838 saß er in der New York State Assembly. Politisch gehörte er der Jacksonian-Fraktion an.
Bei den Kongresswahlen des Jahres 1832 für den 23. Kongress wurde Mann im 16. Wahlbezirk von New York in das US-Repräsentantenhaus in Washington, D.C. gewählt, wo er am 4. März 1833 die Nachfolge von Nathan Soule antrat. Er wurde einmal wiedergewählt. Im Jahr 1836 erlitt er bei seiner erneuten Kandidatur eine Niederlage und schied nach dem 3. März 1837 aus dem Kongress aus.
Mann zog nach New York City. 1855 kandidierte er erfolglos als Republikaner für den Posten des Attorney General von New York. Er nahm 1856 als Delegierter an der Republican State Convention teil. Dann kandidierte er im Jahr 1857 erfolglos für einen Sitz im Senat von New York. Am 6. September 1868 verstarb er in Auburn. Zu jenem Zeitpunkt war der Bürgerkrieg seit ungefähr drei Jahren zu Ende.